# Géraldine Ruckstuhl
Géraldine Ruckstuhl (ur. 24 lutego 1998 w Altbüron) – szwajcarska lekkoatletka specjalizująca się w rzucie oszczepem i wielobojach.
W 2015 została mistrzynią świata juniorów młodszych w siedmioboju. Siódma oszczepniczka światowego czempionatu U20 w Bydgoszczy (2016) oraz jedenasta wieloboistka mistrzostw świata w Londynie (2017).
Złota medalistka mistrzostw Szwajcarii.

## Osiągnięcia
| Rok  | Impreza                                 | Miejsce    | Konkurencja            | Lokata               | Wynik     |
| ---- | --------------------------------------- | ---------- | ---------------------- | -------------------- | --------- |
| 2015 | Mistrzostwa świata juniorów młodszych   | Cali       | rzut oszczepem (500 g) | el. – 14. miejsce    | 48,13     |
| 2015 | Mistrzostwa świata juniorów młodszych   | Cali       | siedmiobój             | 1. miejsce           | 6037 pkt. |
| 2016 | Mistrzostwa świata juniorów             | Bydgoszcz  | rzut oszczepem         | 7. miejsce           | 53,38     |
| 2017 | Puchar Europy w rzutach                 | Las Palmas | rzut oszczepem         | 9. miejsce           | 54,31     |
| 2017 | Mistrzostwa Europy juniorów             | Grosseto   | siedmiobój             | 2. miejsce           | 6357 pkt. |
| 2017 | Mistrzostwa świata                      | Londyn     | siedmiobój             | 11. miejsce          | 6230 pkt. |
| 2018 | Puchar Europy w rzutach                 | Leiria     | rzut oszczepem         | 5. miejsce (grupa B) | 53,01     |
| 2018 | Mistrzostwa Europy                      | Berlin     | siedmiobój             | 9. miejsce           | 6260 pkt. |
| 2019 | Puchar Europy w rzutach                 | Šamorín    | rzut oszczepem         | 3. miejsce (U-23)    | 53,50     |
| 2019 | Młodzieżowe mistrzostwa Europy          | Gävle      | siedmiobój             | 1. miejsce           | 6274 pkt. |
| 2019 | Superliga drużynowych mistrzostw Europy | Bydgoszcz  | pchnięcie kulą         | 12. miejsce          | 13,84     |
| 2019 | Superliga drużynowych mistrzostw Europy | Bydgoszcz  | rzut oszczepem         | 11. miejsce          | 50,70     |
| 2019 | Mistrzostwa świata                      | Doha       | siedmiobój             | 9. miejsce           | 6159 pkt. |
| 2019 | Światowe wojskowe igrzyska sportowe     | Wuhan      | rzut oszczepem         | 5. miejsce           | 49,74     |
| 2023 | Puchar Europy w rzutach                 | Leiria     | rzut oszczepem         | 7. miejsce (grupa B) | 53,13     |

## Rekordy życiowe
- rzut oszczepem – 58,31 (2017), rekord Szwajcarii
- pięciobój (hala) – 4489 pkt. (2019) były rekord Szwajcarii
- siedmiobój – 6391 pkt. (2018) rekord Szwajcarii